# Lepthyphantes hissaricus
Lepthyphantes hissaricus là một loài nhện trong họ Linyphiidae.
Loài này thuộc chi Lepthyphantes. Lepthyphantes hissaricus được Andrei V. Tanasevitch miêu tả năm 1989.